# Kim Su-hjon (herec)
Kim Su-hjon (korejsky 김수현, anglický přepis: Kim Soo-hyun; * 16. února 1988 Soul) je jihokorejský herec a zpěvák. Je známý pro své role v televizním seriálu Dream High (2011), Moon Embracing the Sun (2012), My Love from the Star (2013) a Producenti (2015), stejně jako filmy Zloději (2012), Secretly, Greatly (2013) a Real (2017).
V roce 2013 byl poprvé zařazen do seznamu osobností Forbes Korea Power Celebrity, kde obsadil čtvrté místo a následně druhé místo v roce 2015 a páté v roce 2016. Asijská edice obchodního časopisu ho také v roce 2016 uvedla ve svém žebříčku 30 pod 30 let. Úspěch jeho televizních dramat po celé Asii ho etabloval také jako jednu z hvězd Hallyu.

## Osobní život
Matka ho povzbudila, aby během středoškolských let chodil na herectví, které mu pomohlo překonat jeho introvertní osobnost. Jeho otec je Kim Chung-hoon a byl hlavním zpěvákem skupiny „Seven Dolphins“. V roce 2009 se zapsal na filmové a divadelní studium univerzity Chung-Ang. [8]
V roce 2015 bylo veřejnosti odhaleno, že Kim má z otcovy strany nevlastní sestru jménem Kim Ču-na, která je zpěvačkou. Jeho bratranec, Lee Sa-rang (skutečné jméno Lee Jae-hyun), režíroval svůj nejnovější film Real (2017).

## Kariéra

### 2007-2010: Začátek kariéry
Kim Su-hjon si odbyl svůj televizní debut podpůrnou rolí v rodinném sitcomu z roku 2007 Kimchi Cheese Smile. V roce 2008 už hrál hlavní roli v kritiky uznávaném mládežnickém dramatu televize KBS, Jungle Fish. Drama, které bylo natočené na základě skutečného příběhu, se neotřelým způsobem zabývá závažnými problémy vyplývající podváděním ve škole, soutěživostí a akademických standardů a interaktivního blogování. Drama získalo řadu ocenění, včetně ceny Peabody Award.
V druhé polovině roku se Kim objevil v pořadu Delicious Quiz (také známý jako The Taste of Life) jako jeden z hostů a v krátkém filmu Cherry Blossom.
V roce 2009 Kim působil v dalším krátkém filmu režiséra Namestong Suna, Worst Friends, který získal cenu za nejlepší film v kategorii sociální drama na festivalu krátkých filmů Mise en Scène a v dobře přijatém dramatu televize SBS, Father's House, kde si zahrál s veteránem Čoi Min-soo.
Kim pozvedl svůj herecký profil díky nezapomenutelnému ztvárnění mladších verzí mužské hlavní postavy v seriálech Will It Snow for Christmas?  a Giant, který mu vyhrál cenu za nejlepšího nového herce na udílení cen SBS Drama Awards.

### 2011-2013: Rostoucí popularita
Kim se stal ve své domovině všeobecně známým v roce 2011 poté, co hrál v teen hudebním dramatu Dream High. Hraje zde postavu country nemehla, který se ukáže být hudebním géniem. Drama přineslo vysokou domácí sledovanost  a bylo také mimo jiné populární v zámoří. Získalo také několik mezinárodních ocenění. Jako jediný mladý herec v sérii studoval tři měsíce zpěv a tanec v agentuře JYP Entertainment, aby dosáhl dokonalosti svých scén. Také k seriálu nahrál dvě písně, sólovou “Dreaming” a titulní skladbu “Dream High” se zbytkem obsazení.
Kimova popularita prudce stoupla, když se objevil v historickém romantickém televizním dramatu Moon Embracing the Sun jako mladý král Leehwon. Drama zaznamenalo nejvyšší sledovanost 42,2 % , čímž získalo status „národní drama“. Kim přispěl svým zpěvem k soundtracku tradiční baladou „Only You“  a modernější skladbou „Another Way“. Díky této roli si také odnesl prestižní ocenění z 48. Baeksang Arts Awards jako Nejlepší televizní herec a ve svých 24 letech porazil takové ostřílené herce jako Han Suk-kyuma, Shin Ha-kyuna a Cha Seunga. Při přebírání ceny řekl, že je za cenu vděčný a že se bude snažit být lepším hercem, aby zůstal hoden této ceny. Drama samotné pak získalo ocenění v kategorii Nejlepší televizní drama.
Díky své popularitě také vytvořil nový rekord, kdy se stal tváří 17 produktů současně od elektroniky přes oděvy až po kosmetiku.

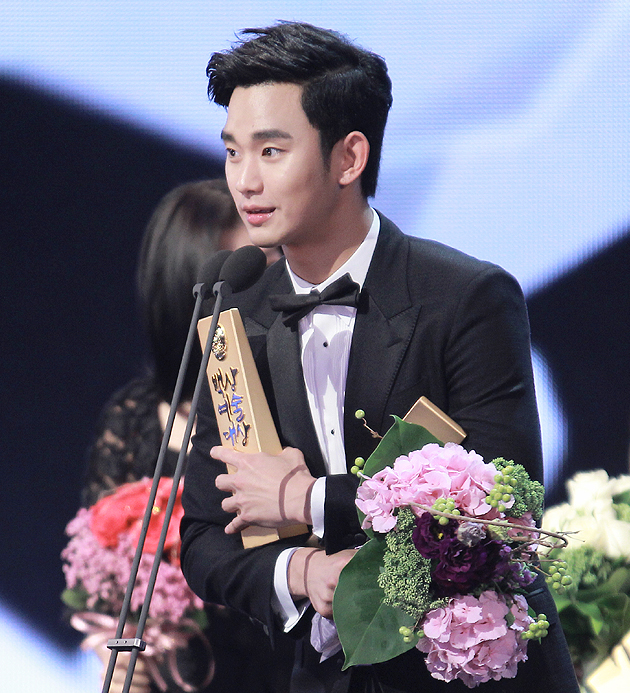
Na předávání cen Baeksang Arts Awards v roce 2014

Kim debutoval na plátnech kin v roce 2012 v kriminálním filmu Zloději, korejské verzi hollywoodského filmu Dannyho parťáci. S více než 12,9 miliony prodaných vstupenek se film stal druhým nejvýraznějším filmem v korejské kinematografii vůbec.
V roce 2013 byl Kim obsazen do filmu Secretly, Greatly do své vůbec první hlavní role severokorejského špiona Won Ryu-hwana, který infiltroval jihokorejskou vesnici a jako své krytí používá identitu místního blázna Bang Dong-gua. Snímek je adaptací populárního jihokorejského komiksu "Covertness", který byl publikován na zábavném internetovém serveru Daum autorem Čoi Čong-hunem. Film zlomil několik rekordů co se týče tržeb a byl jedním z nejúspěšnějších filmů toho roku. Herec si také za svůj výkon odnesl cenu v kategorii Nejlepší nový herec z 50. Grand Bell Awards a z 50. Baeksang Arts Awards.

### 2014-současnost: Mezinárodní sláva
Od roku 2013 do začátku roku 2014 spolu s Jun Ji-hyun hrál ve fantasy romantickém seriálu televize SBS My Love from the Star. Také pro tento seriál nahrál dvě písně "In Front of Your House" a "Promise". Drama mělo více než tři miliardy zhlédnutí na čínské streamovací službě iQiyi  a vyvolalo v Číně také nové trendy v módě, líčení a stravování. Herec díky tomu zažil explozivní růst popularity v Asii  a stal se jedním z nejžádanějších propagátorů s 35 různými produkty. Za svou roli vyhrál Daesang (neboli “hlavní cena”), nejvyšší cenu v oblasti televizní tvorby, na 7. udílení cen Korea Drama Awards.
V druhé polovině roku 2014 se zúčastnil dvou mezinárodních sportovních akcí. Kim na zahajovacím ceremoniálu letních olympijských her mládeže v roce 2014 v čínském Nankingu zpíval oficiální tematickou píseň „Light up the Future“ s několika dalšími umělci. Zúčastnil se také slavnostního zahájení Asijských her 2014 v Inčchonu v Jižní Koreji. Spolu s hercem Čang Dong-gunem, korejským operním zpěvákem Ahnem Suk-sunem a lidmi ze 45 národů vyslali zprávu „Jedna Asie“.
V roce 2015 hrál Kim v různorodém dramatu televize KBS Producenti, napsaném autorkou úspěšné série My Love From the Star, spisovatelkou Park Či-eun. Drama mělo solidní domácí hodnocení a vysílací práva byla prodána do několika zemí na mezinárodní úrovni. Kim si na své konto připsal další ceny Daesang (neboli „Velká cena“) na 8. Korea Drama Awards, 4. APAN Star Awards a 2015 KBS Drama Awards za svůj herecký výkon. Kim byl také uveden v seznamu „30 pod 30 Asie 2016" v seznamu magazínu Forbes, který zahrnuje 30 vlivných lidí mladších 30 let.
Kim dále hrál v akčním noirovém filmu Real, který měl premiéru v červnu 2017.
V prosinci 2019 se objevily zprávy, že Kim opouští agenturu KeyEast, aby spolu se svým bratrancem vytvořil vlastní agenturu. V lednu 2020 podepsal Kim smlouvu s agenturou Gold Medalist spolu s herci Kim Sae-ron a Seo Je-či.
V druhé polovině roku 2019 si zahrál dvě malé camea v seriálech Hotel del Luna a Láska padá z nebe. Druhé v pořadí je výjimečné tím, že si zde zopakoval svoji roli z filmu Secretly, Greatly.
V roce 2020 se Kim objeví v dramatu televize tvN Dotkni se mých ran jako psychiatrický asistent. Jedná se o jeho plnohodnotný návrat na televizní obrazovky po pěti letech od seriálu Producenti.

## Vojenská služba
Kim narukoval a zahájil tak povinnou vojenskou službu 23. října 2017. Svou službu započal ve vojenském táboře v Pchadžu v provincii Kjonggi. Na konci listopadu 2017 jeho agentura oznámila, že Kim dokončil svůj pětitýdenní základní výcvik. Byl přidělen k 1. průzkumnému praporu. V únoru 2019 dostal Kim povýšení jako seržant za své výjimečné chování v armádě. Byl propuštěn 1. července 2019.

## Filmografie
| Rok  | Název CZ/EN       | Originální název                        | Role                        |
| ---- | ----------------- | --------------------------------------- | --------------------------- |
| 2008 | Cherry Blossom    |                                         | Han Hyun-joon               |
| 2008 | Jungle Fish       | Jeongkeulpiswi, 정글피쉬                | Han Jae-ta                  |
| 2009 | Worst Friends     | 최악의 친구들                           | Kim Joon-ki                 |
| 2012 | Zloději           | Dodukdeul, 도둑들                       | Zampano                     |
| 2013 | Secretly, Greatly | Eunmilhage widaehage, 은밀하게 위대하게 | Won Ryu-hwan / Bang Dong-gu |
| 2014 | Miss Granny       | Soosanghan geunyeo, 수상한 그녀         | young Mr. Park (cameo)      |
| 2017 | Real              | Rieol, 리얼                             | Jang Tae-young              |

| Rok       | Název CZ/EN                 | Originální název                                         | Role                                |
| --------- | --------------------------- | -------------------------------------------------------- | ----------------------------------- |
| 2007      | Kimchi Cheese Smile         | Kimchi chiseu seumail, 김치 치즈 스마일                  | Kim Su-hjon                         |
| 2009      | Will It Snow for Christmas? | Keuriseumaseue nooni olkkayo?, 크리스마스에 눈이 올까요? | mladý Cha Kang-jin                  |
| 2009      | Father's House              | Ahbeojieui jip, 아버지의 집                              | Kang Jae-il                         |
| 2010      | Giant                       | Jaieonteu, 자이언트                                      | mladý Lee Sung-mo                   |
| 2011      | Dream High                  | Deurim hai, 드림하이                                     | Song Sam-dong                       |
| 2012      | Moon Embracing the Sun      | Haereul poomeun dal, 해를 품은 달                        | král Lee Hwon                       |
| 2013-2014 | My Love from the Star       | Byeoleseo on geudae, 별에서 온 그대                      | Do Min-joon                         |
| 2015      | Producenti                  | Peurodyusa, 프로듀사                                     | Baek Seung-chan                     |
| 2019      | Hotel del Luna              | Hotel delluna, 호텔 델루나                               | majitel hotelu (cameo)              |
| 2020      | Láska padá z nebe           | Sarangeui bulsichak, 사랑의 불시착                       | Won Ryu-hwan / Bang Dong-gu (cameo) |
| 2020      | Dotkni se mých ran          | Saikojiman gwaenchana, 사이코지만 괜찮아                 | Moon Gang-tae                       |